# قيدار جميري
قيدار جميري هو منتج أفلام وممثل نيبالي، ولد في 28 مايو 1975.

## وصلات خارجية
- قيدار جميري على موقع IMDb (الإنجليزية)
- قيدار جميري على موقع قاعدة بيانات الأفلام العربية
- قيدار جميري على موقع قاعدة بيانات الفيلم (الإنجليزية)